# Sebastián Henao
 Sebastián Henao Gómez (* 5. August 1993 in Rionegro) ist ein kolumbianischer Radrennfahrer.

## Sportliche Laufbahn
2011 gewann Sebastián Henao eine Etappe der Vuelta del Porvenir de Columbia für Junioren und wurde Zweiter der Gesamtwertung. Im Jahr darauf belegte er Rang drei in der Gesamtwertung der Vuelta de la Juventud Colombia, Rang vier bei der Clásica Ciudad de Girardot sowie Rang zwei bei der Clásica Marinilla. 2013 gewann er Gesamtwertung und eine Etappe der Clásica de Funza.
2014 erhielt Henao einen Vertrag beim britischen Team Sky und bestritt für diese Mannschaft erstmals den Giro d’Italia. In der Gesamtwertung erreichte er Platz 22 und wurde Fünfter der Nachwuchswertung, 2015 wurde er 41., und 2016 belegte er Rang 17. Im Jahre 2019 startete er bei zwei großen Rundfahrten: Beim Giro wurde er 24. der Gesamtwertung und bei der Vuelta a España 39.
Sebastián Henao ist ein Cousin von Sergio Henao, der bis 2018 ebenfalls beim Team Sky verpflichtet war.

## Grand-Tour-Platzierungen
| Grand Tour            | 2014 | 2015 | 2016 | 2017 | 2018 | 2019 | 2020 | 2021 |
| --------------------- | ---- | ---- | ---- | ---- | ---- | ---- | ---- | ---- |
| Giro d’ItaliaGiro     | 22   | 41   | 17   | –    | –    | 24   | –    | –    |
| Tour de FranceTour    | –    | –    | –    | –    | –    | –    | –    | –    |
| Vuelta a EspañaVuelta | –    | –    | –    | –    | –    | 39   | –    | –    |